# Sally Phipps
Sally Phipps, pseudonimo di Nellie Bernice Bogdon (Oakland, 25 maggio 1911 – New York City, 17 marzo 1978), è stata un'attrice statunitense.

## Biografia
Nata a Oakland, in California, Nellie Bernice era figlia di Albert Bogdon (1891-1927), un prestigiatore che poi divenne avvocato e senatore, e finì assassinato a Denver. Sua madre, Edithe Lane (1892-1980), era un'impiegata della casa cinematografica First National Studios. Il matrimonio dei genitori finì molto presto con un divorzio e Nellie e il fratello minore Lane furono allevati dalla nonna materna e anche da una coppia di amici, Warren ed Eva Sawyer, entrambi impiegati nella Essanay Film Corporation di Niles, in California. Furono loro a far debuttare nel 1915 la piccola Nellie, col nome di Bernice Sawyer, in tre cortometraggi della serie Broncho Billy, prodotti dalla casa Essanay.

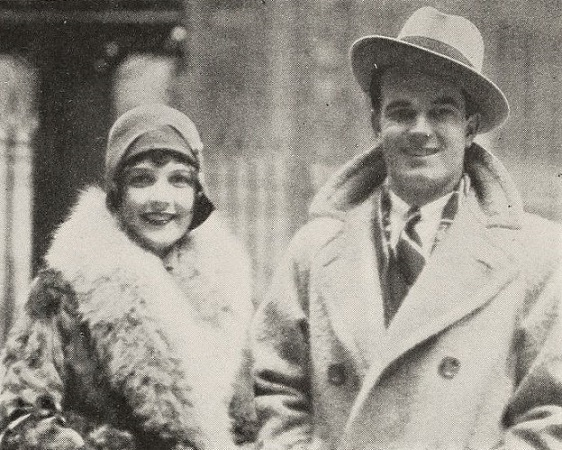
Sally Phipps e Nick Stuart nel 1928

Nel 1922 la madre di Nellie si risposò con Albert Beutler e nel 1924 la nuova famiglia si stabilì a Los Angeles. Nelly fu notata da un amico di famiglia, Danny Borzage, fratello del noto regista Frank Borzage, e la quindicenne Nellie, col nome di Sally Phipps, tornò nel 1926 davanti alla macchina da presa con un contratto della Fox Film. Nei primi due anni recitò soprattutto brevi film comici, che le valsero la scelta tra le tredici promettenti WAMPAS Baby Stars del 1927.
Nick Stuart fu il suo compagno di lavoro preferito, col quale recitò i suoi film di maggior successo, Giovinezza scapigliata, Marinai senza bussola, News Parade oltre a Joy Street, mentre in La tua pelle o la mia il protagonista maschile fu Charles Morton. Terminato il contratto con la Fox con il corto Detectives Wanted, Sally si trasferì a New York e per un anno recitò a Broadway la commedia di Moss Hart e George Kaufman Once In A Lifetime, una parodia di Hollywood, oltre ad apparire per l'ultima volta sullo schermo nel 1931 con il cortometraggio western Where Men Are Men. Quell'anno sposò Benedict Gimbel Jr. (1890-1971), uno dei proprietari di unìomonima catena di grandi magazzini, ma il matrimonio finì nel 1935, anno nel quale apparve per l'ultima volta su un palcoscenico recitando nella commedia Knock On Wood di Allen Rivkin.
Dopo il divorzio rimase a New York, mantenendosi facendo la segretaria. Poi si appassionò di religioni orientali e andò a vivere in India per un anno, e quel comune interesse le fece conoscere Alfred Harned, un musicista, che sposò nel 1941. Vissero nelle Hawaii e nel 1942 nacque la figlia Maryanna, nel 1944 il figlio Robert, ma nel 1950, affetta da depressione, abbandonò la famiglia e tornò a New York, dove riprese a lavorare da segretaria.
Sally Phipps era da tempo dimenticata quando uno storico del cinema scrisse su di lei alcuni articoli nel periodico Films In Review. Fu così premiata, nell'ottobre del 1977, con un Rosemary Award alla carriera. Morì qualche mese dopo, nel 1978, a 67 anni.

## Riconoscimenti
- WAMPAS Baby Star nel 1927
- Rosemary Award nel 1977

## Filmografia parziale
- Broncho Billy and the Baby (1915)

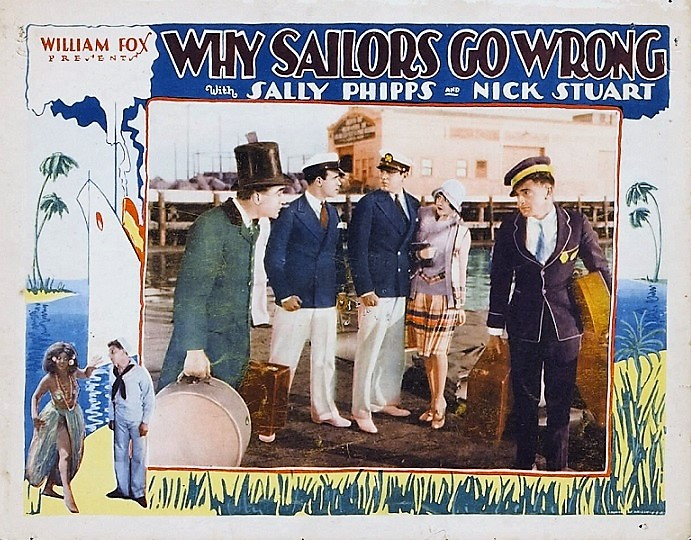
Poster di Marinai senza bussola

- Bertha, the Sewing Machine Girl (1926)
- Love Makes 'Em Wild (1926)
- Giovinezza scapigliata (1927)
- Marinai senza bussola (1928)
- News Parade (1928)
- La tua pelle o la mia (1928)
- Il velo dell'Islam (1929)
- Detectives Wanted (1929)
- Where Men Are Men (1931)